# Phèdre (Pradon)
Pour les articles homonymes, voir Phèdre.
Phèdre ou plus justement Phèdre et Hippolyte  est une tragédie de Nicolas Pradon datant de 1677 (la même année que la Phèdre de Jean Racine).